# ゲオルギオス (ギリシャ王子)
ゲオルギオス・ティス・エラザス （ギリシャ語表記:Γεώργιος της Ελλάδας、1869年6月24日　- 1957年11月25日）は、ギリシャ王国の王族。

## 生涯
ゲオルギオス1世とその王妃オルガの次男として、ケルキラ島で生まれた。1883年以降、父方の叔父でデンマーク海軍提督であったヴァルデマー王子に預けられた。後にゲオルギオスは婚約者に『この時私は父に見捨てられたと感じ、以後は叔父のために大人になったのだ。』と話している。
1891年、ゲオルギオスは従兄であるロシア皇太子ニコライ（のちのニコライ2世）の極東歴訪に同行した。日本でニコライが大津事件に遭遇した際は、彼の救助にあたっている。
1896年、アテネオリンピック開催時、兄コンスタンティノス（のちのコンスタンティノス1世）、弟ニコラオスとともに組織委員会に加わった。
ギリシャ独立後もオスマン帝国領下にあったクレタ島では、ギリシャ復帰を求めて不穏な空気が高まっていた。1898年、列強が介入しクレタ島は半独立国家となり、初代総督にゲオルギオスが選ばれた。しかしギリシャ愛国者は完全併合を求めて活動を続けた。1906年の選挙結果、ゲオルギオスは総督職を解かれ、1908年にクレタは正式にギリシャへ復帰した。
1957年、フランスのサン＝クルーで死去。

## 結婚と子女
1907年、ロラン・ボナパルトの一人娘マリー（リュシアン・ボナパルトの曾孫にあたる）と結婚。彼女はボナパルト家の一員であったが、皇位継承権を持っていなかった。しかし、母方の祖父がモンテカルロのカジノを所有する大富豪であり、相続した遺産は莫大なものであった。ゲオルギオスは妻との間に1男1女をもうけた。
- ペトロス（1908年-1980年） - 人類学者となった。ロシア出身の平民女性と結婚したためゲオルギオスは怒り、以後父子関係は断絶した。
- エイゲニア（1910年-1988年） - 最初の夫ドミニク・ラジヴィウ公との間に2子、二度目の夫カステル・ドゥイノ公ライムンドとの間に1子をもうけた。